# Мелекесский уезд
Мелеке́сский уе́зд — административно-территориальная единица в Самарской губернии РСФСР, существовавшая в 1919—1928 годах. Уездный город — Мелекесс.

## Географическое положение
Уезд располагался на севере Самарской губернии, граничил по реке Волге с Симбирской губернией, на севере с Татарской АССР. Площадь уезда составляла в 1926 году — 14 104 км².

## История
Уезд образован 14 октября 1918 года в составе Самарской губернии путём преобразования Ставропольского уезда.
16 апреля 1919 года из Мелекесского уезда в Ставропольский были переданы город Ставрополь, Верхнебелоозерская, Вишенская, Выселская, Мусорская, Никольская, Нижнесанчелеевская, Новобинарадская, Новобуянская, Старобинарадская, Ташольская, Фёдоровская, Хрящевская и Ягодинская волости.
27 мая 1920 года, при образовании Татарской Автономной Советской Социалистической Республики, часть волостей Спасского уезда были переданы Мелекесскому уезду — Жедяевская волость, Юрткульская волость, а часть территории была отдана в Чистопольский кантон Татарской АССР.
25 февраля 1924 года к Мелекесскому уезду были присоединены Верхнебелоозеровская, Вишенская, Мусорская, Ташольская и Хрящевская волости упразднённого Ставропольского уезда. При этом город Ставрополь получил статус сельского населённого пункта и был передан из Ставропольского уезда.
6 января 1926 года Самарским губернским исполкомом принято решение о передаче Мелекесского уезда Ульяновской губернии, однако, по всей видимости, данное решение не было реализовано — в частности, в Постановлениях Президиума ВЦИК от 23.01.1928 (об изменении границ между Автономной Татарской ССР и Самарской губернией) и от 16.07.1928 (о составе округов, районов и их центрах Средне-Волжской области) Мелекесский уезд по-прежнему упоминается как часть Самарской губернии.
23 января 1928 года Президиумом Всероссийского Центрального Исполнительного Комитета было вынесено постановление, которым часть селений Мелекесского уезда были переданы из Самарской губернии в состав Автономной Татарской Социалистической Советской Республики. Селения Шламской волости (Старое Иглайкино, Новое Иглайкино, Гавриловка, Верхний Нурлат, Нижний Нурлат и станция Нурлат Волго-Бугульминской железной дороги) должны были быть переданы в Старо-Челнинскую волость Чистопольского кантона, а селения Матвеевской волости (Степные Татарские Юрткулы, Средние Татарские Юрткулы и Подлесные Татарские Юрткулы) — в Кузнечихинскую волость Спасского кантона. Передача должна была быть произведена в период с 1 октября по 1 ноября 1928 года.
В 1928 году Мелекесский уезд был упразднён, а из его территории были образованы 6 районов: Кошкинский, Мелекесский, Николо-Черемшанский, Ново-Малыклинский, Старо-Майнский, Чердаклинский и вошли в состав Ульяновского округа Средне-Волжской области.
См. статью: Мелекесский район

## Население
- По итогам всесоюзной переписи населения 1926 года население уезда составило 391 835 человек, из них городское — 20 901 человек[1].
- По сведениям Списка населённых пунктов Самарской губернии за 1928 год, население уезда составило 371 351 человек[10].